# Ludwigslust-Parchim
Ludwigslust-Parchim es uno de los seis distritos que, junto con las dos ciudades independientes de Schwerin y Rostock, forman el estado alemán de Mecklemburgo-Pomerania Occidental. Limita al norte con el distrito de Mecklemburgo Noroccidental y la ciudad libre de Schwerin, al noreste con el distrito de Rostock, al este con Llanura Lacustre Mecklemburguesa y al sur con los estados de Brandeburgo y Baja Sajonia.
Su área es de 4750 km², y su población a fines de 2016, 212 562 habitantes. Su capital es la ciudad de Parchim.